# هيكتور خوسيه كامبورا
هيكتور خوسيه كامبورا (بالإسبانية: Héctor José Cámpora) (26 مارس 1909 – 18 ديسمبر 1980)، هو سياسي أرجنتيني بارز ينتمي إلى التيار اليساري في الحركة البيرونية. شغل منصب رئيس الأرجنتين لفترة قصيرة من 25 مايو إلى 13 يوليو 1973، ثم قام بتنظيم ترشيح خوان بيرون للانتخابات الرئاسية التي فاز بها لاحقًا. كما سُميت منظمة الشباب السياسية اليسارية المعاصرة «لا كامبورا» على اسمه.
وُلد كامبورا، الذي كان يُلقب بمحبة بـ «العم»، باسم هيكتور خوسيه كامبورا ديمايستري في 26 مارس 1909 بمدينة ميرسيدس في مقاطعة بوينس آيرس. حصل على شهادة في طب الأسنان من جامعة كوردوبا، وعمل في مهنته في مسقط رأسه قبل أن ينتقل إلى مدينة سان أندريس دي جيلس المجاورة.

## روابط خارجية
- هيكتور خوسيه كامبورا على موقع الموسوعة البريطانية (الإنجليزية)
- هيكتور خوسيه كامبورا على موقع مونزينجر (الألمانية)